# Wilma van der Rijt
W.J.F. (Wilma) van der Rijt-van der Kruis (Heeze, 3 februari 1960) is een Nederlandse bestuurder en CDA-politica. Sinds 11 maart 2020 is zij burgemeester van Brunssum.

## Biografie
Van der Rijt volgde een hbo-opleiding jeugdwelzijnswerk aan de HBO Eindhoven en werkte een aantal jaren in de welzijnszorg en nadien in het bedrijfsleven. Daarnaast bekleedde zij diverse functies binnen het CDA, zowel lokaal als provinciaal als landelijk.

### Politieke loopbaan
Van 1999 tot 2010 was Van der Rijt gemeenteraadslid van Heeze-Leende, van 2005 tot 2010 als CDA-fractievoorzitter. Van 2010 tot 2018 was zij wethouder van Heeze-Leende. Als wethouder had zij diverse onderwerpen in haar portefeuille zoals sociale zaken, jeugdzorg, wmo, ruimtelijke ordening, milieu, volkshuisvesting, economische zaken en financiën. Daarnaast was zij locoburgemeester.
Vanaf 2018 was Van der Rijt wethouder van Best. Als wethouder had zij in haar portefeuille wmo, jeugd en jongeren, onderwijs en kinderopvang, welzijn, volksgezondheid en zorg en armoedebeleid. Daarnaast was zij 2e locoburgemeester. In 2018 behaalde zij haar diploma bestuurskunde aan de Bestuursacademie Nederland. 
Op 3 december 2019 werd Van der Rijt door de gemeenteraad van Brunssum voorgedragen als nieuwe burgemeester als opvolger van waarnemend burgemeester Gerd Leers. Op 24 januari 2020 werd zij door de minister van Binnenlandse Zaken en Koninkrijksrelaties voorgedragen voor benoeming middels koninklijk besluit. De benoeming ging in op 11 maart 2020.

## Persoonlijk
Van der Rijt is getrouwd en heeft twee zonen. In april 2018 werd zij benoemd tot Ridder in de Orde van Oranje-Nassau.